# 鈴鹿サーキットクイーン
鈴鹿サーキットクイーン（すずかサーキットクイーン、Suzuka Circuit Queen）は、日本のサーキットである鈴鹿サーキットのかつて存在したイメージガールである。

## 概要
一般から参加者を募り、オーディションで選ばれる。任期は基本的に1年もしくは2年。
主な業務は、鈴鹿サーキット内で行われるレースやイベントへの参加や、親会社である本田技研工業（Honda）の事業及び関連事業のPR活動への参加で、他のレースクイーンやイベントコンパニオンとの兼務は出来ない。
2020年末を持って鈴鹿サーキットクイーンの活動及び新規募集を終了した。これにより42期で歴史の幕を閉じることになった。

## 歴代のサーキットクイーン

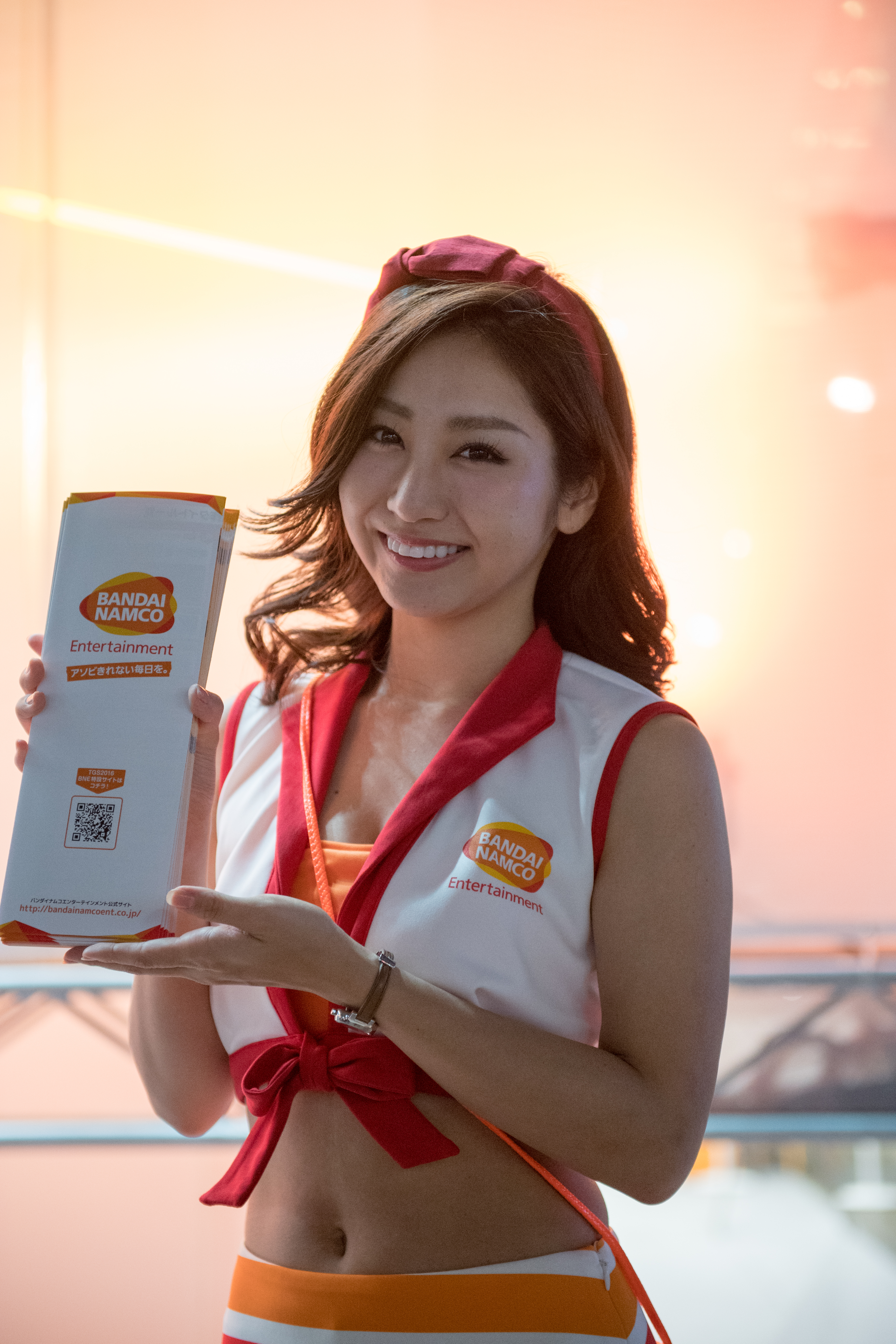
2013年に鈴鹿サーキットクイーン35期生として活動した田中梨乃（東京ゲームショウ2016にて）

注：太文字はグランプリ、斜字は途中脱退者。
| 期     | 年度   | メンバー | 応募者数 | 参考                                                                                       |
| ------ | ------ | --- | -------- | ------------------------------------------------------------------------------------------ |
| 1期生  | 1979年 | 根本律子、小川ひとみ、原大万美（はら・たまみ）、国田恵子、大楠節子、水野真由美、田中美智子、阪野悦子、小島万智子、堀木美佐子、岡本礼子                       |          | 根本は「花のクイーン」、小川は「準クイーン」、その他9名は「プリンセス」                    |
| 2期生  | 1980年 | 水野律子、山添麻子、鈴木晴美、円実礼子、野々山由梨子、中沢寿美子、奥田小百合、岩田真由美、佐野木の美、窪田利恵子、小林恵美子                                 |          | 水野は「ミス英国フェア」他の10名は「花のクイーン」                                         |
| 3期生  | 1981年 | 小林純子、谷口京子、今川奈々子、北波美樹子、野草佐和子、伊藤結香子、野村千鶴子、林真記、壁谷きみ子、安藤千鶴、田中繁子                                       |          | 小林は「ミス・フランスフェア」他の10名は「花のクイーン」                                   |
| 4期生  | 1982年 | 堀美佐子、山口博美、板ゆかり、杉本治子、細川真三代、東山美奈子、古山幸子、伊藤美智代、荻野里美、三井寿子、盛川圭子、南早百合                                 |          | 「レースクイーン」と改称、堀は「グランプリ」                                               |
| 5期生  | 1983年 | 土橋明美、山本靖子、西野令子、的場浩美、増田公子、山形美和子、庄司恵子、浜津有里、井上雅世、村杉悦子、早川佳江、森川晴恵                                     |          |                                                                                            |
| 6期生  | 1984年 | 池内博美、江崎ひろ子、大槻恭子、沖津志津代、近藤じゅん子、柴由美子、鈴木由美子、野田作喜子、文元和美、松下世千代、松葉真由子、森美由紀                       |          | 松下は同年の準ミス・ナゴヤ 池内は翌年のミス・ナゴヤ 江崎は翌々年のミス・ユニバース日本代表 |
| 7期生  | 1985年 | 日高三代子、石川雅恵、吉川小百合、井上尚美、和田智子、伊藤裕得、松波利佳、藤原詳子、浅井圭子、吉田明美、古川明美、大野友子                                   |          |                                                                                            |
| 8期生  | 1986年 | |          | コンテストがチェルノブイリ原子力発電所事故の発覚と重なり、報道されなかったと見られる       |
| 9期生  | 1987年 | 飯島久恵、上野美和、清本順子、国武万里、黒澤美和子、後藤美恵子、代田記子、中村明美、濱口真由美、樋田由夏、松沼博子、森田愛子                                 |          | 後藤は「準グランプリ」                                                                     |
| 10期生 | 1988年 | 福冨真理、三井由紀子、石原多華子、岡墻由紀、奥真紀子、小牧美鈴、赤代員子、瀬尾えりこ、半澤まりか、古川真理子                                                 |          |                                                                                            |
| 11期生 | 1989年 | 足羽亨子、川村千絵、瀬古友美、高木洋子、宝田仁子、辻環、中村由加里、花井美代子、松下美和子、宮澤陽子                                                         |          | 花井は「準グランプリ」                                                                     |
| 12期生 | 1990年 | 有山幸子、大谷悦子、奥村弥生、桑原恵、後藤育子、後藤真奈美、高橋澄代、竹内かなえ、田村まり、中島順子、前川由木子、松本真貴子、三谷美紀、山本訓子、湯浅真理子 |          | 有山は「準グランプリ」                                                                     |
| 13期生 | 1991年 | 青木真由美、伊藤喜美子、加藤あゆみ、倉角暁子、小泉純子、小林陽子、田畑弥生、中村悦子、西井香澄、野口佳奈子、渡部亜子                                         |          | 小泉は「準グランプリ」                                                                     |
| 14期生 | 1992年 | 飯田千恵、香中孝予、河野恵理子、桑原皆子、小林亜紀恵、澤田富美恵、高田充規、田中ひかり、辻知美、寺岡知美                                                     |          |                                                                                            |
| 15期生 | 1993年 | 稲泉裕子、小川景子、佐藤愛、芝田由香、西山浩代、野村ひとみ、松野浩子、薮田里奈、山本紫可（しより）、渡邊よしこ                                               |          | 「鈴鹿サーキットクイーン」と改称、山本は「準グランプリ」                                   |
| 16期生 | 1994年 | 江本美華、木庭己幸、佐伯愛、佐藤博美、清水里美、伴野由加子、日置佐保美、藤井靖代、増田訓子、柳沢恵利、李絵津子                                               |          |                                                                                            |
| 17期生 | 1995年 | 小幡優子、後藤美紀子、清水由巳子、下條仁子、高井美香、田中真美、長屋美智留、蜂谷エリナ、丸井玲香、若園ゆきか                                                 |          |                                                                                            |
| 18期生 | 1996年 | 飯野みのり、石川美津穂、梅北由美、大石優子、大賀聡子、加藤友美、斎藤奈々、鈴木万美子、大工原忍、村松加王里、安田香織、和嶋聡子                               |          |                                                                                            |
| 19期生 | 1997年 | 石川綾乃、伊藤雅代、近藤桃子、斉藤美紀、徳田美智子、冨江麻紀子、芳賀まり、廣田美路、福田佐和子、藤田雅子、分部志保                                           | 約480名  |                                                                                            |
| 20期生 | 1998年 | 大前ちづる、片岡加奈子、癸生川優里子、酒井美代子、重久裕貴、高瀬絵里、田中真純、寺地直子、中野舞子                                                           |          |                                                                                            |
| 21期生 | 1999年 | 後藤夏織、勝目あや子、木寺由佳理、紀藤裕子、須田真奈美、比嘉マリーゼ美智子、三輪恭子、山崎友美                                                               | 約450名  | 比嘉、三輪、山崎は1999年のみ                                                               |
| 22期生 | 2000年 | 相川清美、今西香織、坂本みどり、鈴木智晴、瀬谷尚美、高倉宏恵、林茂波、松本明子                                                                               |          |                                                                                            |
| 23期生 | 2001年 | 前原千晶、古田真美、近藤雅子、境紘子、新本真巳 |          |                                                                                            |
| 24期生 | 2002年 | 市川愛子、横倉絵美、林清夏、宮川直己 |          |                                                                                            |
| 25期生 | 2003年 | 藤田亜美、片岡真移、片野朋美、片平サクラ、奥田理恵、川澄人己                                                                                                 |          |                                                                                            |
| 26期生 | 2004年 | 安達麗、濱中美祐、福島アグネス、中村文香、久田かおり |          |                                                                                            |
| 27期生 | 2005年 | 雑賀千佳、原智美、田中真未、山本絢子、山本紗有里、鈴木結佳里、鈴木桜                                                                                         |          |                                                                                            |
| 28期生 | 2006年 | 吉永美沙子・板倉淳美・萩原綾香・下村祥子・本田梨花 |          |                                                                                            |
| 29期生 | 2007年 | 鵜飼梨恵・菊井真理子・本間茜・山本佳世子・杉浦さゆり | 約130名  |                                                                                            |
| 30期生 | 2008年 | 中川愛菜・伊藤有里・春崎まり・田中小夜美・大塚亜美・村信遥                                                                                                   | 約150名  |                                                                                            |
| 31期生 | 2009年 | 磯部晃名・岡田亜由美・北村奈緒・美村あや・小池淑乃・渡部愛                                                                                                   | 約200名  |                                                                                            |
| 32期生 | 2010年 | 前田真実・長門亜弥・古川みゆき・山岸美穂・後藤和江 | 約100名  |                                                                                            |
| 33期生 | 2011年 | 田中朋恵・中川祐佳・早川采伽・中橋舞・松井かれん | 約100名  |                                                                                            |
| 34期生 | 2012年 | 近澤志穂、中島彩乃、鬼頭果住、橘奈緒、元井麻有 | 約100名  |                                                                                            |
| 35期生 | 2013年 | 板垣里奈、野中一希、田中梨乃、鈴木知葉 | 約100名  |                                                                                            |
| 36期生 | 2014年 | 椿壱縷、山口ミカ、大谷桃子、岡坂実那子、辻井珠美、中川早織                                                                                                   | 105名    |                                                                                            |
| 37期生 | 2015年 | 森江由衣、福田りえ、内田智子、岡本麻佑、宮まなみ、梅田あゆみ                                                                                                 | 100名    |                                                                                            |
| 38期生 | 2016年 | 白川さくら、山上ゆりな、内山愛優、有田汐里 |          |                                                                                            |
| 39期生 | 2017年 | 名取りな、本部由奈、亀山めぐみ、近藤美妃 |          | 亀山めぐみは3年連続                                                                        |
| 40期生 | 2018年 | 吉原あや香、出井みさこ、佐藤杏美、荒木エリカ、松村しんり |          | 松村しんりは3年連続                                                                        |
| 41期生 | 2019年 | 岡田あいり、中谷みお、広瀬真未 |          |                                                                                            |
| 42期生 | 2020年 | 澤田虹輝、小椋妃夏、渡邉セナ、大塚心愛、久米彩音 |          |                                                                                            |

## コスチューム
- 通常のコスチュームは2001年度までは白に緑のラインのコスチューム、2002年度からシンイチロウ・アラカワがデザインした、紺色の上下に赤と白のキャミソールというコスチューム（正式には移動着と言う）となり、7年間続いた。2009年度からはサーキットのシンボルカラーである白とグリーンを基調としたスタイリッシュな衣装にリニューアルされた。
- 鈴鹿8耐の時は冠スポンサーであるコカ・コーラのロゴが大きくプリントされたワンショルダー（2001年度までは胸元が大きく開いた）ボディコンシャスでミニスカートなワンピース。
  - 2006年度は2ピースタイプに変更。白の襟付でコカ・コーラのロゴ入り上着に赤のミニスカート。
  - 2007年度以降はコカ・コーラ ゼロのロゴが入った黒地に赤ラインの上着とミニスカートに変更。2007年度は黒ブーツに「Coca-Cola zero」のロゴが、2008年度以降は黒地スカートの右下部に「Suzuka 8 hours」のロゴが入っている。また2009年度は胸元の「Coca-Cola」のロゴの色が白から赤に変わり、バックプリントに「WILD HEALTH」のロゴが小さく入っている。
- 鈴鹿1000kmでは、冠スポンサーにポッカ→ポッカサッポロが協賛していた時代、ポッカのロゴが入った白地に赤のラインの入ったワンピース（旧バージョン）。2005年度はピンク色のPokka GALの衣装か、PokkaドライバーGALの衣装。2007年度以降は黒のaromax BLACK、赤のaromax ESPRESSO、金色のaromax LATTEなど、様々な色のバリエーションを着用した。
- 過去にはF1日本グランプリやミリオンカード→UFJカードが冠スポンサーだった時代の全日本F3000選手権→フォーミュラ・ニッポンにおいても専用のコスチュームが用意されていた。